# Laamb
Laamb er en dansk dokumentarfilm fra 2013, der er instrueret af Kristoffer Hegnsvad efter manuskript af ham selv og Peter Alsted.

## Handling
Jørgen Leth er den kyndige kommentator i Kristoffer Hegnsvads undersøgelse af Senegals nationalsport: brydning - eller på godt senegalesisk: Laamb. Her er sort magi, forbandelser og beskidte tricks hverdagskost og reglerne er simple: Den første mand i jorden har tabt. Sporten nedstammer fra de rituelle manddomsprøver og har med tiden udviklet sig til en nationalsport, der med fyldte stadioner, store præmiesummer og ekstrem idoldyrkelse, tiltrækker tusindvis af hårdtarbejdende unge mænd med løfter om en gylden fremtid.